# Fritz Schousboe
August Frederik (Fritz) Alexander Schousboe, född 11 april 1857 i Ribe, död 13 maj 1898 i Köln, var en dansk pianist.  
Som en av Edmund Neuperts främsta lärjungar utbildade sig Schousboe till en betydande pianist och studerade 1874–76 vid Det Kongelige Danske Musikkonservatorium i Köpenhamn. Han framträdde vid olika konserter, reste 1882 med det Anckerska legatet till utlandet, studerade i Leipzig och blev 1883 lärare vid Xaver och Philipp Scharwenkas musikkonservatorium i Berlin. Han framträdde som konsertmusiker, anställdes senare vid musikkonservatoriet i Genève och slutligen vid samma institution i Köln. Han utgav en del pianostycken och sånger. 